# Kanatbek Begaliev
Kanatbek Begaliev est un lutteur kirghiz né le 14 février 1984 à Talas.

## Palmarès

### Jeux olympiques
- Médaille d'argent en lutte gréco-romaine dans la catégorie des moins de 66 kg en 2008 à Pékin

### Championnats du monde
- Médaille d'argent en lutte gréco-romaine dans la catégorie des moins de 66 kg en 2006 à Canton

### Championnats d'Asie
- Médaille d'or en lutte gréco-romaine dans la catégorie des moins de 66 kg en 2007 à Bichkek
- Médaille d'argent en lutte gréco-romaine dans la catégorie des moins de 66 kg en 2008 à Jeju
- Médaille de bronze en lutte gréco-romaine dans la catégorie des moins de 66 kg en 2003 à New Delhi